# Blaukappenlori
Der Blaukappenlori  (Vini australis), seltener auch Blaukäppchenlori oder Blaukäppchen genannt, ist eine Papageienart aus der Gattung der Maidloris (Vini). Der Blaukappenlori ist u. a. auf Amerikanisch-Samoa, Fidschi, Niue, Samoa, Tonga, Wallis und Futuna verbreitet.

## Beschreibung
Der zierliche Blaukappenlori erreicht eine Körperlänge von 19 cm. Auffällig ist seine leuchtend blaue Krone und seine rote Kehle und Bauch. Dennoch dominiert die Farbe grün, welche sich von der Schwanzspitze bis zum Kopf bemerkbar macht. Um den Nacken und am Bürzel ist das Grün heller. Der Oberschwanz ist basal grün, die Spitzen der zentralen Federn sind gelb. Der Unterschwanz ist gelblich grün. Der Blaukappenlori hat einen kleinen orangen, stark gebogenen Schnabel und rosarot gefärbte Schenkel und Füße. Die Iris ist gelb.
Das Gefieder der Jungvögel ist größtenteils gleich wie jenes der Altvögel, jedoch mit weniger rot an Hals und Gesicht, wenig oder gar keine rote Farbe am Bauch. Außerdem haben die Jungvögel kurze blaue Streifen auf der Krone und ihre Schenkel und Füße sind noch nicht rosarot koloriert wie bei den Altvögeln. Zudem ist ihre Iris braun.

## Lebensraum
Blaukappenloris sind in Wäldern mit Kokospalmen (Cocos nucifera) anzutreffen. Gerne halten sie sich aber auch in Küstengebirgen, Gärten und landwirtschaftlichen Flächen und Plantagen auf. Teilweise reisen einige Trupps von Insel zu Insel.

## Lebensweise
Blaukappenloris sind ziemlich gesellig und verteidigen ihre Reviere gegen Eindringlinge äußerst aggressiv. Sie schließen sich meist in Trupps mit bis zu einem Dutzend Individuen zusammen, um Nektar, Pollen, Früchte, Insektenlarven und Spinnentiere zu erbeuten. Blaukappenloris sind ihrem Partner ein Leben lang treu.
Blaukappenloris brüten zwischen Juni und August ein oder zwei Eier aus. Das Nest wird in einer Baumhöhle gemacht.

## Status
Als einziger Vertreter der Gattung Maidloris zählt der Blaukappenlori als nicht gefährdet – und das nicht zuletzt aufgrund seines eher weiten Verbreitungsgebietes. Trotzdem schrumpft die Population auf den meisten Inseln, vor allem auf Tonga durch die unbeabsichtigte Einfuhr der Hausratte (Rattus rattus).